# 100 Pipers
100 Pipers er en skotsk whisky, som produceres af Seagram, der i dag indgår i spirituskoncernen Pernod Ricard. 100 Pipers blev lanceret i 1965 og er opkaldt efter en gammel skotsk sang. 100 Pipers er en blended whisky. Det er "No. 2 standard whisky in Asia", og "No. 1 standard whisky" i Thailand. Udover at bliver solgt i Thailand bliver den også solgt i Indien, Spanien og Sydamerika. 100 Pipers er et blend af 25 og 30 whiskyer. Meget af den kommer fra Allt a'Bhainne-distilleriet, der også ejes af Pernod Ricard og som ikke selv har faciliteter til at hælde på flaske. 100 Pipers bliver hældt på flaske i Skotland og Indien.